# بيتر دي ألميدا
بيتر دي ألميدا (بالبرتغالية: Peter de Almeida‏) هو لاعب كرة قدم برازيلي، ولد في 28 يونيو 1983 في تابواو دا سيرا في البرازيل. لعب مع أونياو ليريا وغريميو بورتو أليغرينزي ونادي بارانا ونادي جوفنتودي ونادي ساو كايتانو ونادي سبورت ريسيفه ونادي فيغورينسي ونادي كريسيوما.